# X Factor 2015 (Danmark)
X Factor 2015 var 8. sæson af talentkonkurrencen X Factor, der havde premiere den 2. januar 2015 på DR1. Dommertrioen bestod af Remee, Lina Rafn og Thomas Blachman, der også var med i 2008, 2009, og 2014. Værten var ligeledes Eva Harlou fra forrige sæson.

## Konkurrencens forløb
Dommertrioen bestod af komponist Thomas Blachman, der havde været med i syv sæsoner i alt, Infernal-sangerinde Lina Rafn, der havde været med i fire sæsoner i alt, og musikproducer Remee, der havde været med i fem sæsoner i alt. Værten var Eva Harlou, der havde været med siden sæson 7.
Konkurrencen bestod af auditions i København og Aarhus, 5 Chair Challenge, bootcamps og live shows. Superbootcamp er blevet udskiftet med 5 Chair Challenge. Auditions forgår i et studie. Præmien i X Factor 2015 er udgivelsen af en ep, hvoraf én af singlerne indspilles af den amerikanske producer RedOne, der tidligere har produceret for Lady Gaga og Nicki Minaj. Desuden får vinderen lov til at møde skaberen af X Factor-konceptet, Simon Cowell.
De tre finalisters vindersange udkom på finaledagen den 27. marts 2015. Emilie Esthers sang "Undiscovered" var skrevet af Remee og Karen Poole. Ivarsson, Bang & Neumanns sang "Story of My Life" var skrevet af Jihad Rahmouni, Cimo Fränkel og Roël Donk. Jógvans sang "Best Kept Secret" var skrevet af Jógvan, Lina Rafn, Jeppe Federspiel og Jakob Birch Sørensen.

## Finalister
– Vinder
     – Andenplads
     – Trejdeplads
| Kategori (mentor)  | Kunstner      | Kunstner      | Kunstner                 | Kunstner |
| ------------------ | ------------- | ------------- | ------------------------ | -------- |
| Under 23 (Remee)   | Baraa Qadoura | Emilie Esther | Tannaz Hakami            |          |
| Over 23 (Rafn)     | Jógvan        | Nanni         | Sophia                   |          |
| Grupper (Blachman) | Citybois      | Finn & Rie    | Ivarsson, Bang & Neumann |          |

## Live shows

### Statistik
Farvekoder:
| – | Remee som mentor (Under 23)          |
| – | Thomas Blachman som mentor (Grupper) |
| – | Lina Rafn som mentor (Over 23)       |

| – | Vinder                                                                            |
| – | Andenplads                                                                        |
| – | Deltageren var blandt de to med laveste stemmer, og skulle synge igen i farezonen |
| – | Deltageren blev råbt op som værende gået videre (vilkårlig rækkefølge)            |
| – | Deltageren fik færrest seerstemmer og blev som følge heraf stemt ud               |

| 1                  | Emilie Esther            | 2. 13,7%          | 3. 14,7%                  | 1. 18,8%              | 1. 20,8%                     | 1. 24,1%                                | 1. 32,7% | 1. 51,2% | Vinder 59,8% |                 |                 |
| 2                  | Jógvan                   | 8. 7,3%           | 2. 15,6%                  | 4. 14,4%              | 4. 16,3%                     | 2. 20,8%                                | 2. 25,6% | 2. 27,4% | Andenplads 40,2% |                 |                 |
| 3                  | Ivarsson, Bang & Neumann | 4. 13,2%          | 5. 11,9%                  | 3. 15,1%              | 2. 17,2%                     | 4. 18,5%                                | 3. 22,2% | 3. 21,4% | Udstemt (Uge 7) | Udstemt (Uge 7) | Udstemt (Uge 7) |
| 4                  | Citybois                 | 5. 12,4%          | 1. 16,4%                  | 2. 15,7%              | 3. 16,7%                     | 3. 18,6%                                | 4. 19,5% | Udstemt (Uge 6) | Udstemt (Uge 6) | Udstemt (Uge 6) |                 |
| 5                  | Baraa Qadoura            | 1. 14,9%          | 6. 11,2%                  | 7. 9,5%               | 6. 14,4%                     | 5. 18,0%                                | Udstemt (Uge 5) | Udstemt (Uge 5) | Udstemt (Uge 5) |                 |                 |
| 6                  | Tannaz Hakami            | 6. 11,0%          | 7. 10,0%                  | 5. 13,9%              | 5. 14,6%                     | Udstemt (Uge 4)                         | Udstemt (Uge 4) | Udstemt (Uge 4) | Udstemt (Uge 4) |                 |                 |
| 7                  | Sophia                   | 3. 13,3%          | 4. 12,9%                  | 6. 12,6%              | Udstemt (Uge 3)              | Udstemt (Uge 3)                         | Udstemt (Uge 3) | Udstemt (Uge 3) | Udstemt (Uge 3) |                 |                 |
| 8                  | Finn & Rie               | 7. 7,8%           | 8. 7,3%                   | Udstemt (Uge 2)       | Udstemt (Uge 2)              | Udstemt (Uge 2)                         | Udstemt (Uge 2) | Udstemt (Uge 2) | Udstemt (Uge 2) |                 |                 |
| 9                  | Nanni                    | 9. 6,4%           | Udstemt (Uge 1)           | Udstemt (Uge 1)       | Udstemt (Uge 1)              | Udstemt (Uge 1)                         | Udstemt (Uge 1) | Udstemt (Uge 1) | Udstemt (Uge 1) |                 |                 |
|                    |                          |                   |                           |                       |                              |                                         | | | |                 |                 |
| Laveste stemmer    | Laveste stemmer          | Jógvan, Nanni     | Finn & Rie, Tannaz Hakami | Baraa Qadoura, Sophia | Baraa Qadoura, Tannaz Hakami | Ivarsson, Bang & Neumann, Baraa Qadoura | Ingen dommerstemmer eller deltagere i farezone: Det er alene seernes stemmer der afgør, hvem der bliver elimineret, og hvem der i sidste ende vinder. | Ingen dommerstemmer eller deltagere i farezone: Det er alene seernes stemmer der afgør, hvem der bliver elimineret, og hvem der i sidste ende vinder. | Ingen dommerstemmer eller deltagere i farezone: Det er alene seernes stemmer der afgør, hvem der bliver elimineret, og hvem der i sidste ende vinder. |                 |                 |
| Remee stemte ud    | Remee stemte ud          | Nanni             | Finn & Rie                | Sophia                | Tannaz Hakami                | Ivarsson, Bang & Neumann                | Ingen dommerstemmer eller deltagere i farezone: Det er alene seernes stemmer der afgør, hvem der bliver elimineret, og hvem der i sidste ende vinder. | Ingen dommerstemmer eller deltagere i farezone: Det er alene seernes stemmer der afgør, hvem der bliver elimineret, og hvem der i sidste ende vinder. | Ingen dommerstemmer eller deltagere i farezone: Det er alene seernes stemmer der afgør, hvem der bliver elimineret, og hvem der i sidste ende vinder. |                 |                 |
| Rafn stemte ud     | Rafn stemte ud           | Nanni             | Finn & Rie                | Baraa Qadoura         | Tannaz Hakami                | Baraa Qadoura                           | Ingen dommerstemmer eller deltagere i farezone: Det er alene seernes stemmer der afgør, hvem der bliver elimineret, og hvem der i sidste ende vinder. | Ingen dommerstemmer eller deltagere i farezone: Det er alene seernes stemmer der afgør, hvem der bliver elimineret, og hvem der i sidste ende vinder. | Ingen dommerstemmer eller deltagere i farezone: Det er alene seernes stemmer der afgør, hvem der bliver elimineret, og hvem der i sidste ende vinder. |                 |                 |
| Blachman stemte ud | Blachman stemte ud       | Jógvan            | Tannaz Hakami             | Sophia                | -[b]                         | Baraa Qadoura                           | Ingen dommerstemmer eller deltagere i farezone: Det er alene seernes stemmer der afgør, hvem der bliver elimineret, og hvem der i sidste ende vinder. | Ingen dommerstemmer eller deltagere i farezone: Det er alene seernes stemmer der afgør, hvem der bliver elimineret, og hvem der i sidste ende vinder. | Ingen dommerstemmer eller deltagere i farezone: Det er alene seernes stemmer der afgør, hvem der bliver elimineret, og hvem der i sidste ende vinder. |                 |                 |
| Udstemt            | Udstemt                  | Nanni Niendeplads | Finn & Rie Ottendeplads   | Sophia Syvendeplads   | Tannaz Hakami Sjetteplads    | Baraa Qadoura Femteplads                | Citybois Fjerdeplads | Ivarsson, Bang & Neumann Tredjeplads | Jógvan Andenplads |                 |                 |
| Udstemt            | Udstemt                  | Nanni Niendeplads | Finn & Rie Ottendeplads   | Sophia Syvendeplads   | Tannaz Hakami Sjetteplads    | Baraa Qadoura Femteplads                | Citybois Fjerdeplads | Ivarsson, Bang & Neumann Tredjeplads | Emilie Esther Vindere |                 |                 |
| Kilde              | Kilde                    | [ 5 ]             | [ 6 ]                     | [ 7 ]                 | [ 8 ]                        | [ 9 ]                                   | [ 10 ] | [ 11 ] | [ 11 ] | [ 11 ]          |                 |

[kilde mangler]

### Live shows

#### Uge 1 (13. februar)
- Tema: Signatur-sange

| Rækkefølge | Artist                   | Sang (original kunstner)                     | Resultat     | Stemmetal |
| ---------- | ------------------------ | -------------------------------------------- | ------------ | --------- |
| 1          | Tannaz Hakami            | "Take Me to Church" (Hozier)                 | Stemt Videre | 37.340    |
| 2          | Jógvan                   | "Forget Her" (Jeff Buckley)                  | I farezonen  | 24.886    |
| 3          | Finn & Rie               | "(That's How You Sing) Amazing Grace" (Low)  | Stemt Videre | 26.486    |
| 4          | Emilie Esther            | "We Are Young" (Fun featuring Janelle Monáe) | Stemt Videre | 46.306    |
| 5          | Ivarsson, Bang & Neumann | "White Winter Hymnal" (Fleet Foxes)          | Stemt Videre | 44.881    |
| 6          | Nanni                    | "Kører for dig" (Patrick Dorgan)[a]          | Stemt ud     | 21.533    |
| 7          | Citybois                 | "Former" (Thøger Dixgaard)                   | Stemt Videre | 41.999    |
| 8          | Sophia                   | "Ghost" (Ella Henderson)                     | Stemt Videre | 44.901    |
| 9          | Baraa Qadoura            | "We Are Here" (Alicia Keys)                  | Stemt Videre | 50.599    |

- ↑[a] Nanni fremførte en dansk oversættelse af "On the Way Down" af Patrick Dorgan.[12]

Dommerne stemte ud
- Blachman: Jógvan
- Remee: Nanni
- Rafn: Nanni

#### Uge 2 (20. februar)
- Tema: Grammy-nominerede hits

| Rækkefølge | Artist                   | Sang (original kunstner)                                          | Resultat     | Stemmetal |
| ---------- | ------------------------ | ----------------------------------------------------------------- | ------------ | --------- |
| 1          | Sophia                   | "American Pie" (Don McLean)                                       | Stemt Videre | 49.605    |
| 2          | Emilie Esther            | "Chandelier" (Sia)                                                | Stemt Videre | 56.592    |
| 3          | Finn & Rie               | "Harvest Moon" (Neil Young)                                       | Stemt ud     | 28.009    |
| 4          | Baraa Qadoura            | "Brave" (Sara Barailles)                                          | Stemt Videre | 43.063    |
| 5          | Ivarsson, Bang & Neumann | "Holocene" (Bon Iver)                                             | Stemt Videre | 45.529    |
| 6          | Tannaz Hakami            | "I Want to Know What Love Is" (Mariah Carey-version af Foreigner) | I farezonen  | 38.447    |
| 7          | Jógvan                   | "Stay With Me" (Sam Smith)                                        | Stemt Videre | 59.779    |
| 8          | Citybois                 | "Maniac" (Michael Sembello)                                       | Stemt Videre | 62.756    |

Dommerne stemte ud
- Remee: Finn & Rie
- Blachman: Tannaz Hakami
- Rafn: Finn & Rie

#### Uge 3 (27. februar)
- Tema: (program 100) Moderne hits

| Rækkefølge | Artist                   | Sang (original kunstner)                                      | Resultat     | Stemmetal |
| ---------- | ------------------------ | ------------------------------------------------------------- | ------------ | --------- |
| 1          | Baraa Qadoura            | "When Love Takes Over" (David Guetta featuring Kelly Rowland) | I farezonen  | 33.242    |
| 2          | Sophia                   | "Prototypical" (Stine Bramsen)                                | Stemt ud     | 44.104    |
| 3          | Citybois                 | "The Strip" (Scarlet Pleasure)                                | Stemt Videre | 54.836    |
| 4          | Tannaz Hakami            | "Back to Black" (Amy Winehouse)                               | Stemt Videre | 48.690    |
| 5          | Ivarsson, Bang & Neumann | "Miles and Miles" (Turboweekend)                              | Stemt Videre | 52.619    |
| 6          | Emilie Esther            | "Wild Eyes" / "Pompeii" (Broiler featuring RAVVEL / Bastille) | Stemt Videre | 65.655    |
| 7          | Jógvan                   | "Radioactive" (Imagine Dragons)                               | Stemt Videre | 50.153    |

Dommerne stemte ud
- Remee: Sophia
- Rafn: Baraa Qadoura
- Blachman: Sophia

#### Uge 4 (6. marts)
- Tema: Danske kunstnere[14]

| Rækkefølge | Artist                   | Sang (original kunstner)                                                     | Resultat     | Stemmetal |
| ---------- | ------------------------ | ---------------------------------------------------------------------------- | ------------ | --------- |
| 1          | Citybois                 | "Lørdag aften" (Ukendt Kunstner)                                             | Stemt Videre | 54.305    |
| 2          | Emilie Esther            | "Glimpse of a Time" (Broken Twin)                                            | Stemt Videre | 67.611    |
| 3          | Jógvan                   | "Når tiden går baglæns af" (Clara Sofie og Rune RK)                          | Stemt Videre | 52.780    |
| 4          | Baraa Qadoura            | "Better Than Yourself (Criminal Mind Pt. 2)" / "Faded" (Lukas Graham / Zhu)  | I farezonen  | 46.545    |
| 5          | Ivarsson, Bang & Neumann | "Comforting Sounds" (Mew)                                                    | Stemt Videre | 55.820    |
| 6          | Tannaz Hakami            | "I Danmark er jeg født" (Isam B-version af H.C. Andersen og Poul Schierbeck) | Stemt ud     | 47.471    |

Dommerne stemte ud
- Rafn: Tannaz Hakami
- Blachman:↑[b] Ingen. Blachman nægtede at stemme på Baraa Qadoura, men da det er kutyme, at mentoren til begge finalister afgør hvem, der skal forlade X Factor, gik hans stemme formelt til Baraa.
- Remee: Tannaz Hakami

#### Uge 5 (13. marts)
- Tema: Sange fra film (akkompagneret af DR Big Bandet)

| Rækkefølge | Artist                   | Sang (original kunstner)         | Film                                   | Resultat     | Stemmetal |
| ---------- | ------------------------ | -------------------------------- | -------------------------------------- | ------------ | --------- |
| 1          | Ivarsson, Bang & Neumann | "Yellow Flicker Beat" (Lorde)    | "The Hunger Games: Mockingjay - Del 1" | I farezonen  | 61.843    |
| 2          | Baraa Qadoura            | "Don't Let Go (Love)" (En Vogue) | "Set It Off"                           | Stemt ud     | 59.747    |
| 3          | Citybois                 | "Earned It" (The Weeknd)         | "Fifty Shades of Grey"                 | Stemt Videre | 61.990    |
| 4          | Jógvan                   | "Creep" (Radiohead)              | "Happily Ever After"                   | Stemt Videre | 69.500    |
| 5          | Emilie Esther            | "Poker Face" (Lady Gaga)         | N/A                                    | Stemt Videre | 80.013    |

Dommerne stemte ud
- Remee: Ivarsson, Bang & Neumann
- Blachman: Baraa Qadoura
- Rafn: Baraa Qadoura

#### Uge 6 (20. marts)
- Tema: Seervalg; dommervalg[16]
- Gæsteartist: Basim ("Picture in a Frame" og "I Believe I Can Fly")

| Rækkefølge | Artist                   | Sang (Seervalg) (original kunstner)                                      | Rækkefølge | Sang (Dommervalg) (original kunstner)                     | Resultat     | Stemmetal |
| ---------- | ------------------------ | ------------------------------------------------------------------------ | ---------- | --------------------------------------------------------- | ------------ | --------- |
| 1          | Emilie Esther            | "Love Me Like You Do" / "One Last Time" (Ellie Goulding / Ariana Grande) | 5          | "FourFiveSeconds" (Rihanna, Kanye West og Paul McCartney) | Stemt Videre | 134.077   |
| 2          | Ivarsson, Bang & Neumann | "The Balcony" (The Rumour Said Fire)                                     | 6          | "Empty Room" (Arcade Fire)                                | Stemt Videre | 91.113    |
| 3          | Jógvan                   | "Use Somebody" (Kings of Leon)                                           | 7          | "Josephine" (Teitur)                                      | Stemt Videre | 105.493   |
| 4          | Citybois                 | "Kongens Have" (TopGunn)                                                 | 8          | "Belong to the World" (The Weeknd)                        | Stemt ud     | 80.261    |

#### Uge 7 (27. marts)
- Tema: Frit valg; duet med gæsteartist; vindersingle
- Gæsteartist: Ulige Numre ("Halvnøgen"); Julias Moon ("Palace"); Stine Bramsen ("The Day You Leave Me"); OMI ("Cheerleader")
- Gruppeoptrædener: "Break Free" (Ariana Grande featuring Zedd; fremført af Ivarsson, Bang & Neumann, Emilie Esther, og Jógvan); "Born This Way" (Lady Gaga; X Factor 2015-deltagere); "Vi er helte" (fremført af Bjørnskov og X Factor 2015-finalisterne)

| Rækkefølge | Artist                   | Frit valg (original kunstner)                                                            | Rækkefølge | Duet med gæsteartist (artist) | Rækkefølge | Vindersingle       | Resultat    | Stemmetal (1. runde) | Stemmetal (2. runde) |
| ---------- | ------------------------ | ---------------------------------------------------------------------------------------- | ---------- | ----------------------------- | ---------- | ------------------ | ----------- | -------------------- | -------------------- |
| 1          | Jógvan                   | "Yellow" (Coldplay)                                                                      | 4          | "København" (Ulige Numre)     | 8          | "Best Kept Secret" | Andenplads  | 103.152 (27,4%)      | 139.404 (40,2%)      |
| 2          | Ivarsson, Bang & Neumann | "The High Road" (Broken Bells)                                                           | 5          | "Lipstick Lies" (Julias Moon) |            |                    | Tredjeplads | 80.729 (21,4%)       |                      |
| 3          | Emilie Esther            | "Nature Boy"/"If I Were a Boy"/"Bitter Sweet Symphony" (Nat King Cole/Beyoncé/The Verve) | 6          | "Karma Town" (Stine Bramsen)  | 7          | "Undiscovered"     | Vinder      | 192.616 (51,2%)      | 207.460 (59,8%)      |

## Afsnit og seertal
| Dato             | Afsnit            | Seertal hovedprogrammet | Seertal afgørelsen | Kilde  |
| ---------------- | ----------------- | ----------------------- | ------------------ | ------ |
| 2. januar 2015   | Auditions         | 1.638.000               |                    | [ 17 ] |
| 9. januar 2015   | Auditions         | 1.600.000               |                    | [ 18 ] |
| 16. januar 2015  | Auditions         | 1.205.000               |                    | [ 19 ] |
| 23. januar 2015  | 5 Chair Challenge | 1.596.000               |                    | [ 20 ] |
| 30. januar 2015  | 5 Chair Challenge | 1.590.000               |                    | [ 21 ] |
| 6. februar 2015  | Bootcamp          | 1.338.000               |                    | [ 22 ] |
| 13. februar 2015 | 1. liveshow       | 1.474.000               | 1.419.000          | [ 23 ] |
| 20. februar 2015 | 2. liveshow       | 1.517.000               | 1.496.000          | [ 24 ] |
| 27. februar 2015 | 3. liveshow       | 1.414.000               | 1.447.000          | [ 25 ] |
| 6. marts 2015    | 4. liveshow       | 1.323.000               | 1.362.000          |        |
| 13. marts 2015   | 5. liveshow       | 1.409.000               | 1.417.000          |        |
| 20. marts 2015   | 6. liveshow       | 1.459.000               | 1.465.000          |        |
| 27. marts 2015   | 7. liveshow       | 1.634.000               | 1.801.000          |        |